# جورج آلبینسون
جورج آلبینسون (انگلیسی: George Albinson; ۱۴ فوریهٔ ۱۸۹۷ – ۱ آوریل ۱۹۷۵) بازیکن فوتبال اهل بریتانیا بود.
از باشگاه‌هایی که در آن بازی کرده‌است می‌توان به باشگاه فوتبال آکرینگتون استنلی، باشگاه فوتبال کرو آلکساندرا، باشگاه فوتبال منچستر سیتی، و باشگاه فوتبال منچستر یونایتد اشاره کرد.